# A7V-U
De A7V-U is een Duitse tank uit de Eerste Wereldoorlog.

## Achtergronden
Nadat eind 1916 opdracht was gegeven voor de ontwikkeling van de A7V, kwam men al snel tot het besef dat het oorspronkelijke ontwerp van deze tank vele tekortkomingen vertoonde. Een eerste probleem vormde de hoofdbewapening die wat ongelukkig in de neus (en volgens de eerste plannen ook nog in de achterzijde) van het voertuig geplaatst was. Er waren twee voorstellen om dit te verbeteren: de A7V-1 met een koepel en de A7V-A(bändert) met twee koepels en machinegeweren in de hoeken van het voertuig. Later waren er nog Projekt 1, een voorstel voor een verlengde versie met een 77 mm kanon en 20 mm snelvuurkanonnen als secundaire bewapening, en Projekt 2, juist een verkorte versie met twee antitankmachinegeweren en twee normale machinegeweren. Al deze projecten zijn vermoedelijk het papieren stadium nooit ontgroeid.
Een tweede probleem werd gevormd door het platte loopwerk dat, gecombineerd met de naar voren uitstekende opbouw, ervoor zorgde dat de tank niet in staat was serieuze hindernissen te overwinnen. Dit laatste probleem werd als het meest dringend gezien; nadat in april 1917 tijdens de Slag bij Arras voor het eerst Britse tanks waren buitgemaakt, i.c. van het Mark II-type, werd, na een onderzoek van hun technische eigenschappen, door chef generale staf Erich Ludendorff persoonlijk bevel gegeven tot het ontwerpen van een tank die over een veel groter klimvermogen moest beschikken: de A7V-U(mlaufende Kette). Vanwege de extra druk die dit op het ontwerpprogramma van de A7V zou leggen, probeerde men de uitvoering van dat bevel zo veel mogelijk te vertragen, maar op 1 september ontkwam men er niet aan officieel de opdracht te geven tot de bouw van een prototype bij Daimler-Benz.
Na het Britse offensief bij Kamerijk in november 1917, waarbij voor de eerste keer echt massaal tanks werden ingezet, voelde men de behoefte aan het op korte termijn op poten zetten van een eigen pantsermacht. Er werd bekeken van welk type men het snelst twintig exemplaren kon bouwen. De keuze viel daarbij op het oorspronkelijke type waarvan er tenslotte al tien in aanbouw waren.
Het leek er dus op dat het doek voor de A7V-U al gevallen was, toen in de winter van 1918 al tijdens oefeningen tanks numero 502 en 544 verongelukten, waarbij hun chassis onherstelbaar verwrongen werd, zodat hun pantserplaten op de twee bevoorradingstanks gezet moesten worden. Als reactie hierop werd het A7V-U project weer nieuw leven ingeblazen. Chassis numero 524 werd afgebouwd in de nieuwe vorm. Op 3 maart werd besloten van de A7V geen verdere exemplaren meer te produceren en de A7V-U de hoofdversie te maken; in april plande men tot de zomer van 1919 een voorlopige bouwserie van 240. Later werd een verhoging tot 400 overwogen om te voldoen aan de voorziene behoefte aan zware tanks volgens het "Plan 1919". Op 25 juni 1918 was het prototype klaar voor de eerste rijproeven.

## Beschrijving

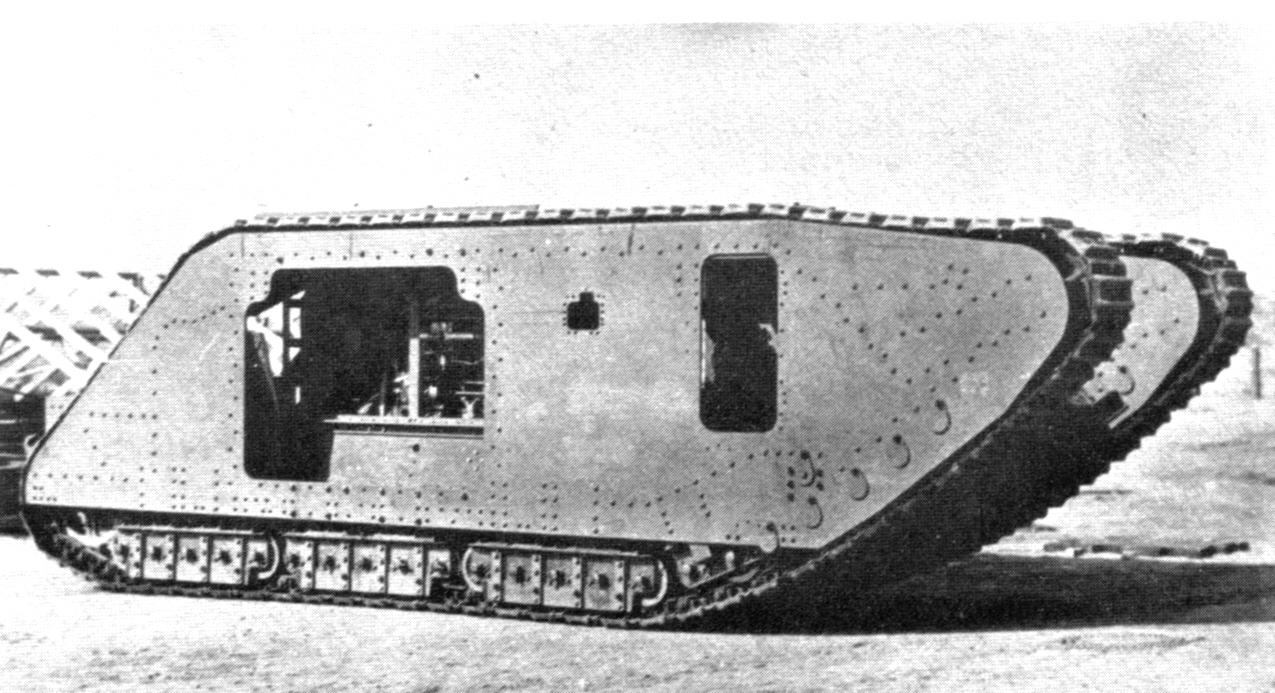
Het A7V-U-prototype voordat barbettes en luiken aangebracht waren

Bij de bouw van de A7V-U had men zich overduidelijk laten inspireren door de Britse zware tanks van het Mark I - type en zijn opvolgers. Ook deze tank is parallellogramvormig met aan de zijkanten barbettes (geschutkamers) voor de 57 mm hoofdbewapening. Hij ziet er dus geheel anders uit dan de A7V, 8,38 meter lang en 4,69 meter breed (met barbettes; 3,06 meter zonder), maar de schijn bedriegt: van binnen is hij vrijwel identiek. Alleen is de achterkant nu afgeschuind en het verticale motorblok naar voren geplaatst. Boven op het blok zitten nu niet langer de chauffeur en de commandant (die zijn naar de voorkant verhuisd) maar een paar machinegeweerschutters die vuur kunnen uitbrengen vanuit zes poorten in een verhoogde cabine. Er zijn ook nog drie poorten aan iedere zijkant en één aan de achterzijde. Er is een extra set loopwielen om de van voren hoog oplopende rupsband te ondersteunen.

## Rijproeven
De eerste rijproeven verliepen erg slecht. Om te beginnen bleek de rijweerstand met 40% te zijn verhoogd waardoor de verhoopte maximumsnelheid van 16 km/h in feite 12 km/h bedroeg; een ander nadeel van de hoge rupsbanden was dat veel meer aarde het loopwerk werd ingeslingerd, zodat de vering geblokkeerd werd — de Britse tanks hadden helemaal geen vering. Het grootste probleem was echter dat er — vanuit de intentie een nog beter klimvermogen te bereiken dan de Britse tanks — een fundamentele ontwerpfout was gemaakt: de overgang tussen het deel van het loopwerk dat op de grond rustte en het klimmende gedeelte was erg abrupt gemaakt doordat men de rechte loopwielhouders van de A7V gebruikt had. Omdat het zwaartepunt zo hoog mogelijk was gelegd (om het overwinnen van hindernissen zo eenvoudig mogelijk te maken) was de A7V-U nog instabieler dan de A7V. Tot hun verbijstering zagen de ingenieurs dat het voertuig bij plotseling afremmen ondanks zijn 39,6 ton over het overgangspunt begon te kantelen. Een middagje rekenen toonde aan dat het voertuig zo al bij een flauwe neerwaartse helling over de kop kon gaan. De Britse ontwerper van de Mark I, Walter Wilson, had dit probleem al meteen voorzien. Zijn ontwerp was zo geleidelijk gekromd dat het kantelpunt steeds verder naar voren kwam te liggen zodat de tank zichzelf in evenwicht bracht.

## Afloop
Het rapport over de rijproeven kon niet anders dan een volledige ombouw adviseren. Men ontwierp twee mogelijke oplossingen met een betere gewichtsverdeling: een A7V-U-2 met kleinere barbettes en zonder cabine en een A7V-U-3 mét cabine. Op 12 september 1918 werd het project echter helemaal beëindigd. Er is wel gesuggereerd dat Heidi, een op de A7V gelijkend voertuig uit 1919 dat door regeringsgetrouwe milities gebruikt werd, gebouwd was op chassis 524. Dit is echter onjuist: er werden na de oorlog twéé van dit soort voertuigen gebouwd op het chassis van Überlandwagen. De verwarring werd in de hand gewekt doordat het prototype van de A7V-U de naam Hedi droeg. In werkelijkheid werd het voertuig voor rijtraining overgedragen aan een Garde Kraftfahrtabteilung in Berlijn; het is later op bevel van de wapenstilstandscommissie ontmanteld. Toch bleef het project niet helemaal zonder resultaat: verschillende componenten die voor de A7V-U werden ontwikkeld, zijn in de A7V-bouwserie toegepast, zoals het draaiaffuit voor het 57 mm kanon.
A7V · A7V-U · Leichter Kampfwagen I · K-Wagen · Treffaswagen